# Xoloco
Xoloco är en ort i Mexiko.   Den ligger i kommunen Axtla de Terrazas och delstaten San Luis Potosí, i den centrala delen av landet, 230 km norr om huvudstaden Mexico City. Xoloco ligger 110 meter över havet och antalet invånare är 654.
Terrängen runt Xoloco är kuperad åt sydväst, men åt nordost är den platt. Runt Xoloco är det ganska tätbefolkat, med 100 invånare per kvadratkilometer. Närmaste större samhälle är Villa Terrazas, 3,9 km sydost om Xoloco. I omgivningarna runt Xoloco växer huvudsakligen savannskog.